# Oliver (Wisconsin)
Oliver ist ein Village im Douglas County im Nordwesten des US-amerikanischen Bundesstaates Wisconsin. Im Jahr 2000 hatte Oliver 358 Einwohner.

## Geographie
Oliver liegt auf 46°39'26" nördlicher Breite und 92°11'32" westlicher Länge. Der Ort erstreckt sich über 5,2 km².
Oliver liegt am Saint Louis River, wenige Kilometer vor dessen Mündung in den Oberen See (Lake Superior). Der Fluss und dessen Mündungstrichter bilden die Grenze zu Minnesota.
Durch Oliver führt der Wisconsin Highway 105. Auch eine Bahnlinie durchquert den Ort. Über die zweistöckige Oliver Bridge queren beide den Saint Louis River nach Minnesota. 
Die nächstgelegenen Städte sind Superior (13,2 km nordöstlich) und Duluth in Minnesota (21,4 km auf der gegenüber liegenden Flussseite gleichfalls nordöstlich). 
Die am nächsten gelegenen größeren Städte sind die 224 km in südsüdwestlicher Richtung liegenden Twin Cities (Minneapolis und Saint Paul), das 328 km nordöstlich gelegene Thunder Bay in Kanada, Green Bay (511 km südöstlich) und Fargo in North Dakota (395 km in westlicher Richtung).

## Demografische Daten
Bei der Volkszählung im Jahre 2000 wurde eine Einwohnerzahl von 358 ermittelt. Diese verteilten sich auf 127 Haushalte in 105 Familien. Die Bevölkerungsdichte lag bei 68,2 Einwohnern pro Quadratkilometer. Es gab 125 Wohngebäude, was einer Bebauungsdichte von 23,8 Gebäuden je Quadratkilometer entsprach.
Die Bevölkerung bestand im Jahre 2000 aus 97,2 % Weißen und 1,7 % Indianern. 1,1 % gaben an, von mindestens zwei dieser Gruppen abzustammen. 
30,2 % waren unter 18 Jahren, 6,1 % zwischen 18 und 24, 31,6 % von 25 bis 44, 23,2 % von 45 bis 64 und 8,9 % 65 und älter. Das mittlere Alter lag bei 37 Jahren. Auf 100 Frauen kamen statistisch 105,7 Männer, bei den über 18-Jährigen 101,6.
Das mittlere Einkommen pro Haushalt betrug 41.750 US-Dollar (USD), das mittlere Familieneinkommen 45.250 USD. Das mittlere Einkommen der Männer lag bei 35.625 USD, das der Frauen bei 20.357 USD. Das Prokopfeinkommen belief sich auf 19.527 USD. Rund 4,9 % der Familien und 8,3 % der Gesamtbevölkerung lagen mit ihrem Einkommen unter der Armutsgrenze.